# Лиутгарда Саксонская
Лиутгарда Саксонская (между 845 и 850 — 17 ноября 885) — королева Восточно-Франкского королевства, супруга Людовика III.

## Биография
Лиутгарда родилась между 840 и 850 годами в семье саксонского графа Людольфа (805/820—866), прародителя Оттонской династии (Людольфинги), и его женой Оды Биллунг (805/806—913).
Лиутгарда была особенно известна своей сильной волей и политическими амбициями, она была надёжной сторонницей своего мужа. Считается, что именно она сподвигла Людовика на войну с королём Западно-Франкского королевства Карлом II за Лотарингию, кульминацией которой стала битва при Андернахе в 876 году, закончившаяся окончательным захватом королевства Лотарингия согласно по Рибмонскому договору 880 года.

## Семья и дети
Не позднее 29 ноября 874 года Лиутгарда вышла замуж за Людовика III (830/835—882), второго сына короля Людовика II Немецкого. У них было двое детей:
- Людовик (ок. 877 — ноябрь 879), погиб, выпав из окна пфальца в Франкфурте
- Хильдегарда (878/881 — после 895), монахиня в монастыре Баварии

Овдовев, в 882 году Лиутгарда вышла замуж Бурхарда I, герцога Швабии (855/60—911). У них было трое детей:
- Бурхард II (883/884 — 28 апреля 926), герцог Швабии с 917 года
- Удальрих (884/885 — после 917), граф в Цюрихгау в 902/914—915 годах, граф в Тургау в 912/917 годах
- Теоберга, вышла замуж за швабского графа Хапальда фон Диллингена (умерла в 909), мать епископа Ульриха Аугсбургского